# Leslie Charteris
Leslie Charteris (Singapore, 12 mei 1907 - Windsor, Berkshire (Engeland),15 april 1993) was een Brits-Amerikaanse schrijver, bekend van zijn verhalen rond de "gentleman-boef" Simon Templar, alias The Saint.
Hij werd geboren als Leslie Charles Bowyer-Yin in de stad Singapore, die toen deel uitmaakte van de Gefedereerde Malay Staten. Zijn vader was Chinees en zijn moeder Engelse. Als kind maakte hij al een eigen tijdschrift dat hij vol schreef met artikels, verhalen, gedichten, en een stripverhaal met eenvoudig getekende figuurtjes, waaruit het latere symbool voor The Saint voortkwam.
Zijn ouders zonden hem naar Engeland om te studeren, maar hij wilde zelf liever schrijver worden. Toen zijn eerste boek door een uitgever geaccepteerd werd, verliet hij de universiteit van Cambridge en begon aan een schrijverscarrière. Hij veranderde zijn naam in 1926 in Charteris (naar een zekere kolonel Francis Charteris die hij bewonderde). Hij had ondertussen een aantal zeer diverse banen: onder meer werkte hij op een vrachtschip, in een tinmijn en een rubberplantage, viste op parels en was een tijdje buschauffeur.
In 1928 verscheen zijn derde boek, Meet the Tiger, waarin hij het personage van The Saint introduceerde. Deze dubieuze held, die zichzelf verrijkt op misdadige wijze maar dan wel uitsluitend ten koste van nog ergere misdadigers, zwendelaars of gangsters, was grotendeels gebaseerd op zijn eigen persoontje. In latere verhalen zou de Saint meer gaan samenwerken met de politie om misdaden op te lossen, daarbij gebruik makend van zijn connecties in de onderwereld (naast zijn wel erg uitzonderlijke begaafdheid op zowat alle vlakken); en tijdens de Tweede Wereldoorlog werd The Saint ook ingeschakeld om spionnen te ontmaskeren.
Met enkele uitzonderingen zou Leslie Charteris gedurende de rest van zijn carrière uitsluitend verhalen van The Saint schrijven. De boeken bestonden vaak uit verschillende verhalen. De uitzonderingen zijn de volgende publicaties: X Esquire (1927), The White Rider (1928), Daredevil (1929), The Bandit (1929), Juan Belmonte, Killer of Bulls (1937), Lady on a Train (1945), Spanish for Fun (1964) en Paleneo (1972.) 
In 1932 verhuisde hij naar de Verenigde Staten, waar hij ging werken als schrijver bij Paramount Pictures (voor de film The Midnight Club met George Raft). Vanwege zijn deels Chinese afkomst kon hij geen permanente verblijfsvergunning in de Verenigde Staten krijgen (dit werd niet toegelaten door de "Oriental Exclusion Act") en moest hij om de zes maanden een nieuw tijdelijk visum aanvragen; totdat hij en zijn dochter door een speciaal besluit van het Amerikaanse Congres wel het recht kregen om permanent in de Verenigde Staten te verblijven. Later werd hij tot Amerikaans burger genaturaliseerd.
De populariteit van zijn "The Saint"-verhalen groeide, en er kwamen in de jaren 1940 enkele films uit gebaseerd op zijn verhalen. Er kwamen ook The Saint radio-series op de Amerikaanse en op de Britse BBC-radio, en een tijdschrift, The Saint Detective Magazine, later The Saint Mystery Magazine en The Saint Magazine (tussen 1953 en 1967).
Dé grote internationale doorbraak kwam er echter in 1962, toen de Britse televisie begon met de reeks The Saint, met Roger Moore als Simon Templar. De serie liep zes seizoenen en werd een wereldwijd succes (afleveringen uit deze serie zijn ook op DVD heruitgebracht). Leslie Charteris stopte in deze periode met het zelf schrijven van Saint-verhalen, maar liet bewerkingen van scripts uit de televisiereeks met zijn toestemming, uitgeven onder zijn naam. In 1978 kwam er nog een vervolgserie, Return of the Saint met Ian Ogilvy in de hoofdrol. In 1989 werden in Australië enkele televisiefilms geproduceerd met Simon Dutton als The Saint.
In 1997 verscheen de Hollywood-film The Saint met Val Kilmer in de titelrol, die echter ver afweek van de originele Charteris-figuur.
Leslie Charteris schreef ongeveer honderd boeken over The Saint, die soms onder een andere titel heruitgegeven werden. Op het einde van zijn carrière werkte hij enige malen samen met andere schrijvers. In Nederland werden veel vertalingen van Leslie Charteris, onder meer door Havank, (her)uitgegeven in de Zwarte Beertjes-reeks van uitgeverij Bruna, met de typische omslagontwerpen van Dick Bruna.
| Uitgave-nr. | Titel                                  | Jaar | Z.B.-nr. | Originele titel                     | Jaar |  |
| ----------- | -------------------------------------- | ---- | -------- | ----------------------------------- | ---- |  |
| 1           | De Saint En De Tijger                  | 1959 | 219      | Meet The Tiger                      | 1928 |  |
| 2           | '                                      |      |          | Enter the Saint                     | 1930 |  |
| 3           | De Saint Grijpt In                     | 1955 | 3        | The Last Hero                       | 1930 |  |
| 4           | '                                      |      |          | Knight Templar                      | 1930 |  |
| 5           | '                                      |      |          | Featuring the Saint                 | 1931 |  |
| 6           | '                                      |      |          | Alias the Saint                     | 1931 |  |
| 7           | De Saint En De Vlinder                 | 1959 | 218      | She Was A Lady                      | 1931 |  |
| 8           | '                                      |      |          | The Holy Terror                     | 1932 |  |
| 9           | De Saint En De Blauwe Diamant          | 1955 | 4        | The Saint's Getaway                 | 1932 |  |
| 9           | De Saint Treedt Op                     | 1961 | 468      | The Saint's Getaway                 | 1932 |  |
| 10          | De Saint Duikt Op                      | 1962 | 584      | Once More The Saint                 | 1933 |  |
| 11          | '                                      |      |          | The Brighter Bucaneer               | 1933 |  |
| 12          | De Saint Stichting                     | 1967 | 1064     | The Misfortunes Of Mr. Teal         | 1934 |  |
| 13          | De Saint En De Financiers              | 1967 | 1112     | The Saint Intervenes                | 1934 |  |
| 13          | Troef Voor De Saint                    | 1964 | 742      | The Saint Intervenes                | 1934 |  |
| 14          | '                                      |      |          | The Saint Goes On                   | 1934 |  |
| 15          | De Saint In New York                   | 1967 | 1014     | The Saint In New York               | 1935 |  |
| 16          | '                                      |      |          | Saint Overboard                     | 1936 |  |
| 17          | De Saint En De Z-Man                   | 1966 | 891      | The Ace of Knaves                   | 1937 |  |
| 18          | De Saint In Tenerife                   | 1965 | 892      | The Saint Bids Diamonds             | 1937 |  |
| 19          | De Saint Speelt Met De Dood            | 1964 | 675      | The Saint Plays with Fire           | 1938 |  |
| 19          | Pro Of Contra De Saint                 | 1963 | 704      | Prelude For War                     | 1938 |  |
| 20          | Volg De Saint                          | 1963 | 705      | Follow The Saint                    | 1938 |  |
| 21          | De Saint Doet Aan Liefdadigheid        | 1967 | 1016     | The Happy Highwayman                | 1939 |  |
| 22          | De Saint In Miami                      | 1962 | 583      | The Saint In Miami                  | 1940 |  |
| 23          | De Saint Trekt Westwaarts              | 1962 | 483      | The Saint Goes West                 | 1942 |  |
| 24          | De Saint Op Het Oorlogspad             | 1967 | 1063     | The Saint Steps In                  | 1942 |  |
| 25          | '                                      |      |          | The Saint on Guard                  | 1944 |  |
| 26          | De Saint En De Zangeres                | 1969 | 1109     | The Saint Sees It Through           | 1946 |  |
| 27          | De Saint En De Blinde Bedelaar         | 1962 | 484      | Call For The Saint                  | 1948 |  |
| 28          | De Saint In Het Harnas                 | 1963 | 610      | Saint Errant                        | 1948 |  |
| 29          | De Saint En De Zieke Professor         | 1963 | 633      | Quand le Saint s'en Mêle            | 1950 |  |
| 30          | De Wraak Van De Saint                  | 1966 | 1015     | La Loi du Saint                     | 1951 |  |
| 31          | De Saint En De Erfgenaam               | 1964 | 833      | Le Saint Ramène un Héritier         | 1952 |  |
| 32          | De Saint Heeft Kiespijn                | 1963 | 674      | Le Saint et le Canard Boiteux       | 1952 |  |
| 33          | De Saint En De Zwarte Weduwe           | 1963 | 609      | Le Saint et la Veuve Noire          | 1953 |  |
| 34          | De Kinderen Van De Saint               | 1957 | 91       | Les Anges Appellent Le Saint        | 1953 |  |
| 35          | De Saint In De Wolken                  | 1956 | 41       | Le Saint Parie Sur La Mort          | 1953 |  |
| 36          | De Saint Doet Europa                   | 1964 | 834      | The Saint in Europe                 | 1953 |  |
| 37          | Zijne Hoogheid De Saint                | 1961 | 470      | Le Saint Refuse une Couronne        | 1954 |  |
| 38          | De Saint En Het Levende Lijk           | 1956 | 37       | Le Saint se Bat Contre un Fantôme   | 1954 |  |
| 39          | De Saint Op De Loer                    | 1962 | 533      | Le Saint Découvre le Virus 13       | 1954 |  |
| 40          | '                                      |      |          | Le Saint joue avec le feu           | 1954 |  |
| 41          | De Saint Op De Antillen                | 1959 | 248      | The Saint on the Spanish Main       | 1955 |  |
| 42          | De Saint Tegen De Driehoek             | 1956 | 25       | Le Saint Contre Le Triangle         | 1955 |  |
| 43          | Saints Carnaval                        | 1956 | 26       | Le Saint Au Carnaval De Rio         | 1955 |  |
| 44          | De Saint En De Groene Papegaai         | 1981 | 61       | Le Saint et le Perroquet Vert       | 1955 |  |
| 45          | De Saint In Honolulu                   | 1955 | 79       | Le Saint Condamne Sans Appel        | 1954 |  |
| 46          | De Saint En De Vreedzame Dood          | 1960 | 271      | Le Saint Choisit La Mort Douce      | 1955 |  |
| 47          | Kris-Kras De Saint                     | 1961 | 419      | The Saint Around The World          | 1956 |  |
| 48          | De Saint En De Musketiers              | 1958 | 83       | Le Saint Chasse La Blonde           | 1956 |  |
| 49          | De Saint En De Blonde Erfgename        | 1959 | 232      | Le Saint Devient Nourrice Sèche     | 1956 |  |
| 50          | De Saint En De Vliegende Schotel       | 1959 | 170      | Le Saint voit une Soucoupe Volante  | 1956 |  |
| 51          | De Saint Wordt Piraat                  | 1958 | 141      | Le Saint Devient Pirate             | 1956 |  |
| 52          | De Saint Eist Vergelding               | 1958 | 171      | Le Saint Exige la Tête              | 1956 |  |
| 53          | De Saint En De Mode                    | 1960 | 272      | Le Saint Suit La Mode               | 1957 |  |
| 54          | Eerste Prijs Voor De Saint             | 1959 | 172      | Premier Prix Au Saint               | 1957 |  |
| 55          | Met Dank Aan De Saint                  | 1962 | 420      | Thanks To The Saint                 | 1957 |  |
| 56          | De Saint Rijdt Een Scheve Schaats      | 1961 | 469      | Le Saint ne Veut pas Chanter        | 1957 |  |
| 57          | Ik Beschuldig De Saint                 | 1959 | 249      | J'accuse Le Saint                   | 1957 |  |
| 58          | De Saint In Slavernij                  | 1960 | 273      | Greta Emballe Le Saint              | 1958 |  |
| 59          | Sterker Dan De Saint                   | 1960 | 274      | Plus Fort Que Le Saint              | 1958 |  |
| 60          | Leve De Saint                          | 1961 | 343      | Vive le Saint                       | 1958 |  |
| 61          | Het Spook Van De Saint                 | 1960 | 324      | Le Spectre du Saint                 | 1958 |  |
| 62          | Señor Saint                            | 1962 | 519      | Señor Saint                         | 1958 |  |
| 63          | Gered Door De Saint                    | 1964 | 743      | The Saint To The Rescue             | 1959 |  |
| 64          | De Saint En De Tyran                   | 1960 | 342      | Le Saint et le Tyran                | 1959 |  |
| 65          | De Saint In Het Inferno                | 1961 | 396      | L'enfer Attend Le Saint             | 1959 |  |
| 66          | De Saint En De Grijze Pijen            | 1961 | 395      | Le Saint contre les Cagoules Grises | 1959 |  |
| 67          | De Saint In Parijs                     | 1960 | 323      | Le Saint à Paris                    | 1959 |  |
| 68          | De Saint Wordt Geofferd                | 1965 | 797      | Sacrifions Le Saint                 | 1960 |  |
| 69          | De Saint Te Water                      | 1964 | 796      | A L'eau, le Saint!                  | 1961 |  |
| 70          | De Saint Aan Het Stuur                 | 1962 | 534      | Le Saint au Volant                  | 1961 |  |
| 71          | De Saint En De Schone Slaapster        | 1962 | 535      | Le Saint au Bois Dormant            | 1961 |  |
| 72          | '                                      |      |          | Trust the Saint                     | 1962 |  |
| 73          | '                                      |      |          | Le Saint au Mexique                 | 1962 |  |
| 74          | '                                      |      |          | The Saint in the Sun                | 1963 |  |
| 75          | '                                      |      |          | Le Saint en Afrique                 | 1963 |  |
| 76          | '                                      |      |          | Le Saint retrouve Greta             | 1963 |  |
| 77          | Vendetta Voor De Saint                 | 1965 | 934      | Vendetta For The Saint              | 1964 |  |
| 78          | De Saint Op TV                         | 1968 | 1210     | The Saint On TV                     | 1968 |  |
| 79          | De Saint Keert Terug                   | 1969 | 1258     | The Saint Returns                   | 1968 |  |
| 80          | De Saint En De Praatjesmakers          | 1970 | 1375     | The Saint And The Fiction Makers    | 1968 |  |
| 81          | De Saint En De Kunstminnaars           | 1970 | 1342     | The Saint Abroad                    | 1969 |  |
| 82          | De Saint Op De Loop                    | 1972 | 1490     | The Saint In Pursuit                | 1970 |  |
| 83          | De Saint En De Mensenhandelaren        | 1972 | 1489     | The Saint and the People Importers  | 1971 |  |
| 84          | Vang De Saint                          | 1977 | 1728     | Catch The Saint                     | 1975 |  |
| 85          | De Saint En De Habsburgse Ketting      | 1977 | 1745     | The Saint And The Hapsburg Necklace | 1976 |  |
| 86          | Stuur De Saint                         | 1979 | 1818     | Send For The Saint                  | 1977 |  |
| 87          | De Saint In De Knel                    | 1980 | 1883     | The Saint In Trouble                | 1978 |  |
| 88          | De Saint En De Schat Van De Tempeliers | 1980 | 1884     | The Saint And The Templar Treasure  | 1978 |  |
| 89          | Op De Saint Kun Je Rekenen             | 1982 | 2033     | Count On The Saint                  | 1980 |  |
| 90          | Bergloon Voor De Saint                 | 1984 | 2148     | Salvage for the Saint               | 1983 |  |
|             | Saint Magazine 1                       | 1962 | 510      | '                                   |      |  |
|             | Saint Magazine 2                       | 1962 | 511      | '                                   |      |  |
|             | Saint Magazine 3                       | 1962 | 512      | '                                   |      |  |
|             | Saint Magazine 4                       | 1962 | 532      | '                                   |      |  |
|             | Saint Magazine 5                       | 1962 | 549      | '                                   |      |  |
|             | Saint Magazine 6                       | 1962 | 563      | '                                   |      |  |
|             | Saint Magazine 7                       | 1962 | 564      | '                                   |      |  |
|             | Saint Magazine 8                       | 1962 | 577      | '                                   |      |  |
|             | Saint Magazine 9                       | 1963 | 631      | '                                   |      |  |
|             | Saint Magazine 10                      | 1963 | 632      | '                                   |      |  |
|             | Saint Magazine 11                      | 1963 | 686      | '                                   |      |  |
|             | Saint Magazine 12                      | 1964 | 744      | '                                   |      |  |
|             | Saint Magazine 13                      | 1964 | 745      | '                                   |      |  |
|             | Saint Magazine 14                      | 1964 | 752      | '                                   |      |  |
|             | Saint Magazine 15                      | 1965 | 904      | '                                   |      |  |
|             | Saint Magazine 16                      | 1965 | 905      | '                                   |      |  |